# Bizanet
Bizanet – miejscowość i gmina we Francji, w regionie Oksytania, w departamencie Aude. Gmina znajduje się na terenie Parku Regionalnego Narbonnaise en Méditerranée. 
Według danych na rok 1990 gminę zamieszkiwało 1039 osób, a gęstość zaludnienia wynosiła 28 osób/km² (wśród 1545 gmin Langwedocji-Roussillon Bizanet plasuje się na 325. miejscu pod względem liczby ludności, natomiast pod względem powierzchni na miejscu 118.).

## Zabytki
Zabytki w miejscowości posiadające status Monument historique:
- zamek Gaussan
- zamek Saint-Martin de Toques